# Scaphoideus luteolus
Scaphoideus luteolus är en insektsart som beskrevs av Van Duzee 1894. Scaphoideus luteolus ingår i släktet Scaphoideus och familjen dvärgstritar. Inga underarter finns listade i Catalogue of Life.